# Tantrisme

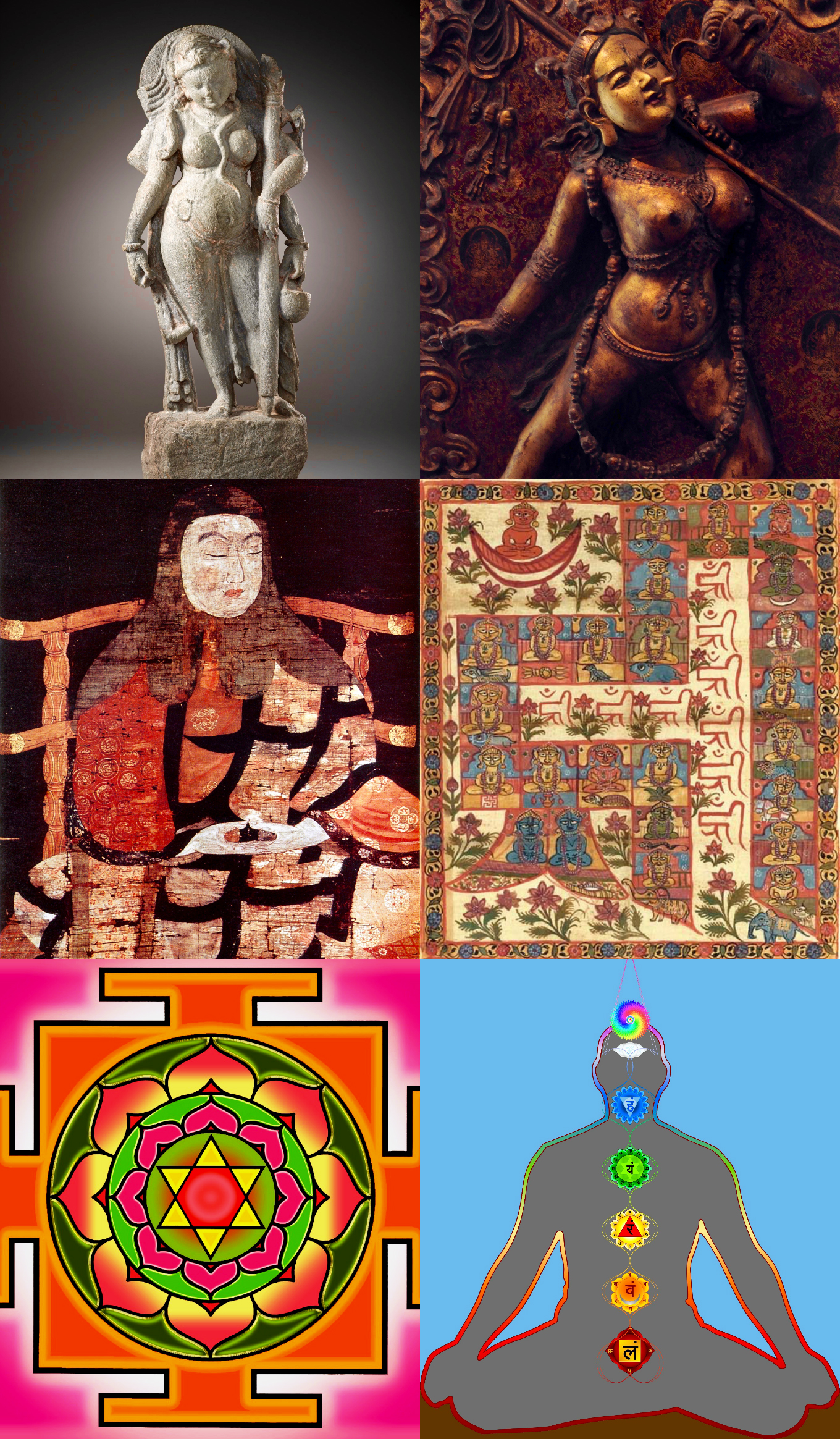
Art tàntric (a dalt, a la dreta): una deïtat tàntrica hindú, deïtat tàntrica budista, pintura tàntrica jainista, txakres Kundaliní, un Yantra i un Saichō del fundador de la tradició Tendai Tantra

El tantra (en sànscrit: तन्त्र; literalment 'teler, teixit') o tantrisme és qualsevol de les variades tradicions esotèriques basades en les religions de l'Índia que, en comptes d'ensenyar que, a fi d'assolir la realització espiritual, és necessari apartar-se dels estímuls que activen el desig, ensenyen a utilitzar el desig -transformant-lo- com a sender cap a la realització. En escriptura devanagari s'escriu तन्त्र, i en sànscrit significa 'teixit' (així com 'teler, ordit, la part essencial, el tret característic, carcassa, doctrina, regla', etc.). L'equivalent tibetà, rgyud, té un sentit de 'continuïtat', i ja que en el budisme s'associen els termes tantra i prabhanda, el terme tibetà es pot entendre en el sentit de 'continuïtat de la lluminositat'. Existeix en variants hindús, budistes, jainistes i bön.

## Context
El tantra en les seves variades formes, el trobem en països com Bhutan, Corea, Xina, Índia, Indonèsia, Japó, Mongòlia, Nepal i Tibet. Se sol apuntar que aquesta doctrina es basa en un conjunt d'escrits anomenats Tantra que -segons una tradició- van aparèixer aproximadament en el segle vi aC sota el guiatge de Buda. Tanmateix, l'escola Nyingmapa de budisme tibetà, encara que afirma que els tantres provenen del Buda, assenyala que aquests no van arribar al nostre món sota el guiatge del nirmanakaya Shakyamuni, sinó per mahasiddhas posteriors que els van rebre del dharmakaya mitjançant el sambhogakaya (de manera que provenen del Buda en la mesura que el dharmakaya i el sambhogakaya són dos dels "cossos" del Buda com a budeïtat). Tanmateix, s'afirma que abans dels Vedes i possiblement en relació amb el Bön tibetà i amb les llavors del taoisme que van aparèixer a la Xina, van existir una religió i un metashamanisme tàntrics.

### Hinduisme
El tantra és una de les tendències de l'hinduisme contemporani i constitueix la pràctica principal en totes les escoles del budisme tibetà.
En l'hinduisme, hi ha una micara de la mà dreta i una de la mà esquerra, i aquesta última inclou tècniques de meditació i ritualització mitjançant l'acte sexual (vegeu també taoisme i ioga) on s'integren les energies femenines i masculines i s'obté el plaer total, i en general se'ns diu que el mètode de la mà dreta és més "elevat". Això no és així en el tantrisme budista, en el qual els tantres inferiors (entre els sarmapa) o externs (entre els ñingmapa) exclouen la unió eròtica, mentre que els tantres superiors o interns poden incloure-la (i de fet algunes tradicions afirmen que sense la unió en qüestió és impossible assolir la realització).

### Budisme
En el budisme, el tantrisme es coneix com «la via ràpida» o «el vehicle del resultat», ja que un practicant de tantra aprèn a parlar, sentir i conduir-se com si ja fos un Buda que ha assolit la il·luminació. Aquest enfocament és radicalment diferent de la resta dels camins del ioga.
Els texts que recullen els ensenyaments del tantra (anomenats Tantres) estan escrits en clau simbòlica, en forma de poemes, cosa que dificulta la seva comprensió sense l'ajuda adequada. En l'hinduisme, sovint són redactats com un diàleg en el qual el déu Xiva respon a les preguntes de la seva esposa Devi en els papers de mestre i deixeble. En l'esmentada tradició habitualment estan estructurats en quatre apartats:
- jñana ('coneixement')
- yoga ('pràctica')
- kriya ('acció')
- charya ('conducta, culte')

## La seva divulgació a Occident
Un dels grans divulgadors del tantrisme hinduista (en particular Shakta) a Occident va ser el jutge anglès sir John Woodroffe, que a començaments del segle xx va escriure nombrosos llibres sobre l'esmentada doctrina, molts dels quals encara avui s'utilitzen com a referència bibliogràfica.
Avui en dia existeix una gran bibliografia sobre el budisme tàntric que s'ha conservat al Tibet, i una gran quantitat de mestres tibetans i occidentals (incloent-hi el Dalai-Lama) ensenya aquestes doctrines a Occident.
L'objectiu del tantra és la reintegració de l'individu en la pura consciència primordial (que en l'hinduisme seria Xiva, la font original). Per assolir aquest objectiu és necessari recórrer, en sentit invers, el sender de la manifestació. I en la mateixa tradició akti, l'energia és el vehicle mitjançant el qual la consciència individual s'uneix amb la consciència pura o divinitat. El final del camí de tornada és conegut com el despertar, un estat de «superconsciència».
A Occident, diverses escoles esotèriques ensenyen i practiquen tècniques tàntriques.

## Neotantra
A Occident, sovint s'ha entès el terme tantra com si es referís exclusivament a pràctiques sexuals que busquen despertar l'energia kundaliní mitjançant el que en l'hinduisme es coneix com a maithuná (terme sànscrit que significa 'acte sexual'). Aquesta interpretació del tantra com referint-se exclusivament a una via basada en la unió sexual es coneix com a neotantra.
Una concepció freqüent sobre el neotantra és veure'l com el «tantra occidental», desenvolupat a partir del segle xx i relacionat en part amb la Nova Era i el que es va anomenar «el ioga del sexe» o «ioga sexual».
Aquesta perspectiva és tendenciosa; sota la premissa del relativisme ètic quant a les pràctiques religioses, va aconseguir nombrosos adeptes hostils al conservadorisme sexual a Occident i el món islàmic.
Aquesta important majoria consumista ha dinamitzat el mercat eròtic i va ser legitimada per aquesta raó; no obstant això, els estudis objectius sobre religions comparades confirma que l'ascetisme budista no dista del cristià, i que l'exercici tàntric sexual no és hedonista ni persegueix el plaer per se (Norbu, 1996).
Pel que sembla, la finalitat d'aquesta pràctica era dominar el desig sexual de tal manera que l'erecció immòbil del penis durés hores sense arribar a ejacular.